# چوب‌خزک شاه‌مرغی
چوب‌خزک شاه‌مرغی(نام علمی: Dendrocincla tyrannina) نام یک گونه از سرده باسترک درختی است.